# Angry Birds Fight!
Angry Birds Fight! fue un videojuego match-3 puzzle role-playing game y el undécimo juego de la serie de Angry Birds. El juego era co-desarrollado por Rovio y Kiteretsu Inc. El juego fue lanzado en países asiáticos al principio de 2015 y en todo el mundo se lanzó el 11 de junio de 2015. En el juego el jugador tiene que emparejar bastantes Angry Birds para ganar bastante poder de derrotar los jugadores de enemigo y cerdos.

## Descontinuación
El 27 de junio de 2017, la página de Facebook oficial de AB Fight! Mencionó que el juego cerraría los servidores en noviembre. El 1 de agosto de 2017 el juego salió de la App Store y Google Play. El mismo día el mensaje de Facebook sobre el cierre estuvo mostrado en el juego. Los servidores del juego fueron cerrados el 15 de noviembre de 2017